# Свистач
Свистач (Dendrocygna) — рід гусеподібних птахів родини качкових (Anatidae), єдиний у підродині Dendrocygninae. Представники роду будують гнізда на деревах. Селяться колоніями та виконують спільні нічні виліти. Видають характерні свистячі звуки.

## Класифікація
Рід містить 8 видів:
- Свистач кубинський (Dendrocygna arborea) (Linnaeus, 1758)
- Свистач філіппінський (Dendrocygna arcuata) (Horsfield, 1824)
- Свистач червонодзьобий (Dendrocygna autumnalis) (Linnaeus, 1758)
- Свистач рудий (Dendrocygna bicolor) (Vieillot, 1816)
- Свистач австралійський (Dendrocygna eytoni) (Eyton, 1838)
- Свистач плямистобокий (Dendrocygna guttata) Schlegel, 1866
- Свистач індійський (Dendrocygna javanica) (Horsfield, 1821)
- Свистач білоголовий (Dendrocygna viduata) (Linnaeus, 1766)

Один неописаний викопний вид відомий з острова Аїтутакі з островів Кука.